# Галаксит
Галаксит (Mn,Fe)Al2O4 — минерал класса окислов и гидроокислов, назван по месту находки около города Галакс (США). Синоним — марганцевая шпинель.

## Свойства минерала

### Структура и морфология кристаллов
Кубическая сингония. Пространственная группа — Fd3m; {\displaystyle a_{0}} = 8,181 — 8,287 при отношении Mn : Fe = 1 : 1. Z = 8. Структура нормальной шпинели.

### Физические и физико-химические константы
Хрупок. Твердость 7,5—8. Удельный вес 4,15—4,234 (вычисленный 4,22 при отношении Mn : Fe = 1 : 1 и 4,077 для MnAl2O4). Цвет чёрный, шоколадно-бурый. Черта красно-бурая. Теплота образования = (—)491 ккал/моль; изобарные потенциалы образования при 300°К (—)465,7 ккал/моль, при 500°К (—)448,48 ккал/моль, при 900°К (—)415,12 ккал/моль.

### Химический состав и микроскопическая характеристика
Теоретический состав для MnAl2O4 : MnO2 — 41,03 %; Al2O3 — 58,97 %. Перед паяльной трубкой не сплавляется даже в тонких осколках. В шлифах в проходящем свете красный. Изотропен.

## Нахождение
Редок. Встречается лишь в марганцевых скарнах, сопровождается родонитом, спессартином, тефроитом, кальцитом, баритом. Впервые найден в Белд-Нобе около города Галакса (штат Арканзас, США), наблюдается в ряде марганцовых рудников Японии: префекты Сига, Тотиги, Ямагути.

## Искусственное получение
Марганцевая шпинель получена при нагревании MnCO3 и Al(OH)3 при 1300°С в течение 24 часов. Наблюдался в составе некоторых доменных шлаков. Обнаружена среди продуктов кристаллизации шихты с большим содержанием марганца при 1400°С на воздухе в течение 5 часов.